# Мак-Гилл (Невада)
Мак-Гилл (англ. McGill) — населённый пункт и статистически обособленная местность в округе Уайт-Пайн, штат Невада, США. Расположен в 5,7 км к северу от города Или по US Route 93. Название поселения происходит от имени бывшего владельца данных мест Уильяма Макгилла.

## История
История Мак-Гилла начинается с 1906 года, когда на территории почтового отделения Мак-Гилл был заложен медеплавильный завод. Первоначально поселение и называли по нему — Smelter. После приобретения этих земель компанией Steptoe Valley Mining and Smelter Company, образованной в результате соглашения руководства Cumberland & Ely и Nevada Consolidated Copper Co, переименовано в Мак-Гилл, по имени бывшего владельца участка Уильяма Макгилла.
Для производственных целей были проложены железнодорожные пути, соединившие Мак-Гилл с ближайшими шахтами. В 1908 году начинается добыча меди.
Уже в 1910 году поселение становится крупным городком в округе и типичным «company town» — поселением, в котором большинство жителей работают на одном предприятии. Здания в Мак-Гилле располагались не только по этническому, но и по классовому принципу. Руководящие сотрудники компании и высший класс жили в так называемом «Charmed Circle» — единственный район в городке, где в домах были ванные комнаты и другие удобства. Там же, в двухэтажном особняке, проживал и генеральный директор компании. Районы Lower Town и Upper Town заселялись малоимущим классом, Middle Town — район проживания «белых воротничков». Три района либо прилегали, либо вообще находились за пределами Мак-Гилла — Austrian Town, Jap Town, и Greek Town. Мак-Гилл перестал быть company town только в 1955 году, когда Kennecott (КСС) продаст принадлежащее ей жильё другим фирмам.
Важной частью городка продолжал оставаться и медеплавильный завод — McGill Copper Mine Smelter. В июле 1922 года завод сгорел и многие жители опасались, что город может опустеть. Но через четыре месяца завод был отстроен.
Постепенно, к 1970 годам, поддерживающая Мак-Гилл медедобывающая промышленность приходит в упадок, не сумев выдержать конкуренцию иностранных производителей. В 1983 году Kennecott останавливает добычу меди в Мак-Гилле.

## Демография
По переписи 2010 года население Мак-Гилла составляло 1148 человек. Расовый состав: белые — 85,8 %; афроамериканцы — 0,5 %; индейцы — 1,7 %; азиаты — 0,91 %; указавшие две или более расы — 2,0 %. Доля «испаноязычных или латиноамериканцев» составила 9,6 %.
|                        |                          |
| Вид на центр Мак-Гилла | Аптека-музей в Мак-Гилле |